# Världsmästerskapen i bordtennis 2017
Världsmästerskapen i bordtennis 2017 avgjordes i Düsseldorf den 29 maj-5 juni 2017.

## Tävlingar
| Event                   | Guld                             | Silver                        | Brons                      |
| Herrsingel Detaljer...  | Ma Long                          | Fan Zhendong                  | Xu Xin                     |
| Herrsingel Detaljer...  | Ma Long                          | Fan Zhendong                  | Lee Sang-su                |
| Damsingel Detaljer...   | Ding Ning                        | Zhu Yuling                    | Miu Hirano                 |
| Damsingel Detaljer...   | Ding Ning                        | Zhu Yuling                    | Liu Shiwen                 |
| Herrdubbel Detaljer...  | Fan Zhendong Xu Xin              | Masataka Morizono Yuya Oshima | Jung Young-sik Lee Sang-su |
| Herrdubbel Detaljer...  | Fan Zhendong Xu Xin              | Masataka Morizono Yuya Oshima | Koki Niwa Maharu Yoshimura |
| Damdubbel Detaljer...   | Ding Ning Liu Shiwen             | Chen Meng Zhu Yuling          | Feng Tianwei Yu Mengyu     |
| Damdubbel Detaljer...   | Ding Ning Liu Shiwen             | Chen Meng Zhu Yuling          | Hina Hayata Mima Ito       |
| Mixeddubbel Detaljer... | Maharu Yoshimura Kasumi Ishikawa | Chen Chien-an Cheng I-ching   | Fang Bo Petrissa Solja     |
| Mixeddubbel Detaljer... | Maharu Yoshimura Kasumi Ishikawa | Chen Chien-an Cheng I-ching   | Wong Chun Ting Doo Hoi Kem |

## Medaljligan
| Pl.    | Nation    | Guld | Silver | Brons | Totalt |
| ------ | --------- | ---- | ------ | ----- | ------ |
| 1      | Kina      | 4    | 3      | 2.5   | 9.5    |
| 2      | Japan     | 1    | 1      | 3     | 5      |
| 3      | Taiwan    | 0    | 1      | 0     | 1      |
| 4      | Sydkorea  | 0    | 0      | 2     | 2      |
| 5      | Hongkong  | 0    | 0      | 1     | 1      |
| 5      | Singapore | 0    | 0      | 1     | 1      |
| 7      | Tyskland  | 0    | 0      | 0.5   | 0.5    |
| Totalt | Totalt    | 5    | 5      | 10    | 20     |

### Fotnoter
1. ↑  http://www.ittf.com/tournament/2705/world-table-tennis-championships/